# Cosey Fanni Tutti
Cosey Fanni Tutti, nome d'arte di Christine Newby (Kingston upon Hull, 4 novembre 1951), è un'artista, musicista e attrice britannica celebre componente dei Throbbing Gristle e del duo Chris & Cosey.

## Discografia parziale

### Discografia solista

#### Album
- 1983 - Time To Tell
- 2004 - Electronic Ambient Remixes 4: Selflessness
- 2008 - CoH Plays Cosey con CoH
- 2019 - Tutti (Conspiracy International)

#### Singoli
- 1983 - Nicki con John Duncan e Chris Carter
- 2010 - Mist While Sleeping/Invisible Whispers con Philippe Petit

#### Video
- 1986 - A Study In Scarlet